# Sint-Willibrorduskerk (Hedel)
De Sint-Willibrorduskerk is de parochiekerk van Hedel, gelegen aan Koningin Wilhelminastraat 4.

## Geschiedenis
De katholieken in Hedel beschikten aanvankelijk over een Sint-Willibrorduskerk die in 1571 echter over ging op de Reformatorische religie, en in 1640 werd op deze plaats een nieuwe kerk gebouwd.
De katholieken konden vanaf 1680 gebruik maken van een schuurkerk die zich aan de Molendijk bevond. Toen de godsdiensten in De Franse tijd werden gelijkgesteld kon een nieuwe kerk worden gebouwd. Deze werd opgericht op de plaats van de neerhof van het Kasteel Hedel. In 1802 werd deze kerk, met pastorie, in gebruik genomen. Dit gebouw werd in 1944 verwoest.
De katholieken echter waren in aantal toegenomen, en ze bouwden een nieuwe kerk aan de huidige Koningin Wilhelminastraat, die in 1879 in gebruik werd genomen. Architect was H. Dobbe. Het betrof een grote neogotische basilicale kruiskerk. Ook deze kerk werd in 1944 verwoest. De pastorie van 1879 bleef behouden. De katholieken moesten hun toevlucht nemen tot een noodkerk.
Er werd een nieuwe kerk gebouwd op de plaats van de oude. Deze werd in 1949 in gebruik genomen. Architect was Kees de Bever. Het betreft een bakstenen pseudobasilicale kerk met een blokvormig, verhoogd koor en halfronde apsis. De kerk heeft een breed en massief westportaal onder schilddak, bekroond met een achtzijdig open klokkentorentje voorzien van bolvormige spits. Het ingangsportaal wordt gevormd door een zuilengalerij.
Deze kerk werd op 5 juni 2016 onttrokken aan de eredienst en verkocht aan een particulier. Het gebouw is beschermd als Gemeentelijk monument.